# Bonden
Bonden este o arie protejată (arie specială de conservare — SAC, sit de importanță comunitară — SCI, arie de protecție specială avifaunistică — SPA) din Suedia întinsă pe o suprafață de 396,1 ha, integral pe uscat.

## Localizare
Centrul sitului Bonden este situat la coordonatele 63°25′19″N 20°01′21″E / 63.4219°N 20.0225°E.

## Înființare
Situl Bonden a fost declarat sit de importanță comunitară în decembrie 1995 pentru a proteja 5 specii de animale. Alte tipuri de protecție:
- arie de protecție specială avifaunistică (în decembrie 1996)[2]
- arie specială de conservare (în martie 2011)[1][3][4]

## Biodiversitate
Situată în ecoregiunile boreală și marină baltică, aria protejată conține 3 habitate naturale: Faleze cu vegetație de pe coastele atlantice și baltice, Insulițe și insule mici din Baltica boreală, Recifuri.
La baza desemnării sitului se află mai multe specii protejate:
- păsări (4): alca (Alca torda), Cepphus grylle, Sterna paradisaea, Uria aalge
- mamifere (1): Halichoerus grypus